# 落合芳幾

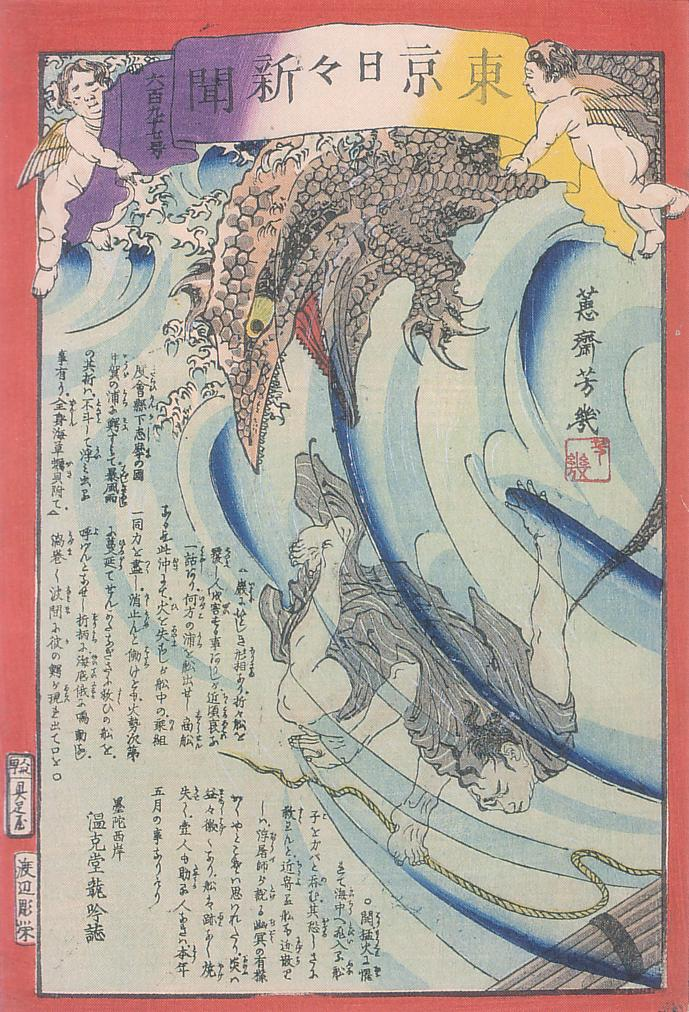
『鰐魚』（新聞錦絵、1875年頃）

落合 芳幾（おちあい よしいく、天保4年〈1833年〉 - 明治37年〈1904年〉2月6日）は、幕末から明治にかけて活躍した浮世絵師。

## 来歴
姓は落合、名は幾次郎。画姓は歌川。画号は一恵斎、一蕙斎、蕙斎、朝霞楼、洒落斎、蕙阿弥など。歌川国芳の門下で、月岡芳年とは兄弟弟子（芳幾が兄格）である。一時は浮世絵師として芳年と人気を二分する程であったが、新聞人としてまた挿絵画家として新聞の発行にもかかわった。
天保4年（1833年）4月、日本堤下の編笠茶屋に生まれる。浅草田町の引手茶屋の子ともいわれる。始めは質屋に奉公していたが、子どもの時から絵を好んでおり、嘉永2年（1849年）頃、17、8歳で近所の歌川芳兼に誘われて歌川国芳に入門する。浅草諏訪町、両国米沢町、新富町、銀座、新橋滝山町、本所太平町に居住した。安政2年（1855年）、安政の大地震で妻子を失うがこの時の吉原の惨状を錦絵に描き名をあげる。安政4年（1857年）頃からは合巻、雑書などの挿絵も描いている。文久元年（1861年）国芳が没し、芳幾は遊女屋風俗などを描いて幕末から明治初期にかけての浮世絵師の第一人者のひとりとなる。なお、国芳の葬儀の際、芳幾は芳年を足蹴にしたといわれる。文久3年（1863年）、仮名垣魯文、山々亭有人編の『酔興奇人伝』の挿絵を描く。樋口二葉は、全盛期は文久・慶応年間であったと書いている。慶応2年（1866年）には芳年との無残絵の競作「英名二十八衆句」が発行されて人気を呼んだ。慶応3年（1867年）、皎々舎梅崕編の『久万那幾影（くまなきかげ）』の挿絵を描いた。その一方で、開化的なものに興味関心があり横浜絵などを描いた点は芳年とは異なっていた。
しかし芳幾の関心は浮世絵にとどまらなかった。明治5年（1872年）、条野伝平、西田伝助とともに「東京日日新聞」の発起人となり明治7年（1874年）10月には錦絵版『東京日日新聞』に新聞錦絵を書き始め、錦絵新聞流行の先駆けとなる。芳幾は明治8年7月まで挿絵を担当していた。
明治8年（1875年）、「平仮名絵入新聞」（のちの「東京絵入新聞」）の創刊にもかかわりこの新聞で挿絵画家としても活動。また『歌舞伎新報』の発行にもかかわり、明治12年2月の創刊当時から俳優の特徴を写実的にとらえた挿絵を描いた。明治10年（1877年）ごろからは新聞事業に傾注し、錦絵はあまり描かなくなっていく。明治20年（1887年）に春陽堂から刊行された『新作十二番之内』の口絵を描いており、これが木版口絵のはしりとされる。洒落を好み温厚であったが、新聞事業から身を引いて後の晩年は自作の張子人形に縮緬を貼って美術人形として浅草仲見世において販売をしたが売れずに終わり、不遇であった。明治37年（1904年）2月6日、本所太平町にて死去。享年72。墓所は豊島区南池袋の盛泰寺。法名は従善院芳幾日雄居士。
門人に小林幾英、木村幾年、武田幾丸、泉幾勝がいる。

## 主な作品群

### 錦絵
- 「写真鏡」　大錦揃物　1861年（文久元年）
- 「英名二十八衆句」- 血みどろ絵、残酷絵、無残絵等と呼ばれる大判錦絵28枚による揃物を芳年と競作した。1866-1867年（慶応2-3年）
- 「真写（まことの）月花の姿絵」 影絵　大判錦絵揃物 1867年（慶応3年）「訥升」「家橘」「三升」など
- 「競細腰雪柳風呂」大錦3枚続　美人画　1868年（明治元年）
- 「一陽来復花姿湯」大錦3枚続　美人画　1868年（明治元年）
- 「俳優写真鏡」 大判錦絵揃物 1870年（明治3年）「荒獅子男之助　坂東三津五郎」など　着色写真の効果を木版で表現した。
- 新聞錦絵 - 『東京日日新聞』の記事を題材にした錦絵のシリーズ刊行物。1874-1876年（明治7-9年）「嫁の連れ子が舅と結婚したら」など
- 「誠忠岳王図伝」 大判3枚続
- 「今様擬源氏　四十八　怪童丸」 大判
- 「朝比奈ねむけざまし」 大判3枚続
- 「芋喰僧正魚説法」 大判2枚続
- 「梅幸十種之内　一ッ家」 大判3枚続

### 肉筆浮世絵
| 作品名             | 技法         | 形状・員数 | 寸法（縦x横cm） | 所有者                               | 年代              | 落款・印章            | 備考                                               |
| ------------------ | ------------ | ---------- | --------------- | ------------------------------------ | ----------------- | --------------------- | -------------------------------------------------- |
| 弥次郎兵衛 喜多八  | 絹本着色     |            |                 | 浮世絵太田記念美術館                 |                   |                       |                                                    |
| 両国大川端夜之景   | 絹本着色     |            |                 | 浮世絵太田記念美術館                 |                   |                       |                                                    |
| 絵看板屏風「吃又」 |              |            |                 | 早稲田大学演劇博物館                 |                   |                       | 九代目市川團十郎と五代目尾上菊五郎が描かれている。 |
| 豊饒御蔭参之図     |              | 1巻        | 34.3x72.4       | 神宮文庫                             | 1867年（慶応3年） | 款記「慶応三 御季秋」 |                                                    |
| 幽霊図             | 絹本墨画淡彩 | 1幅        | 98.1x29.3       | 福岡市美術館（吉川観方コレクション） | 明治時代          | 款記「一蕙齋芳幾」    | 五代目尾上菊五郎旧蔵とされる。                     |